# 1270 dans les croisades
- Mamelouks :     Az-Zâhir Rukn ad-Dîn Baybars al-Bunduqdari

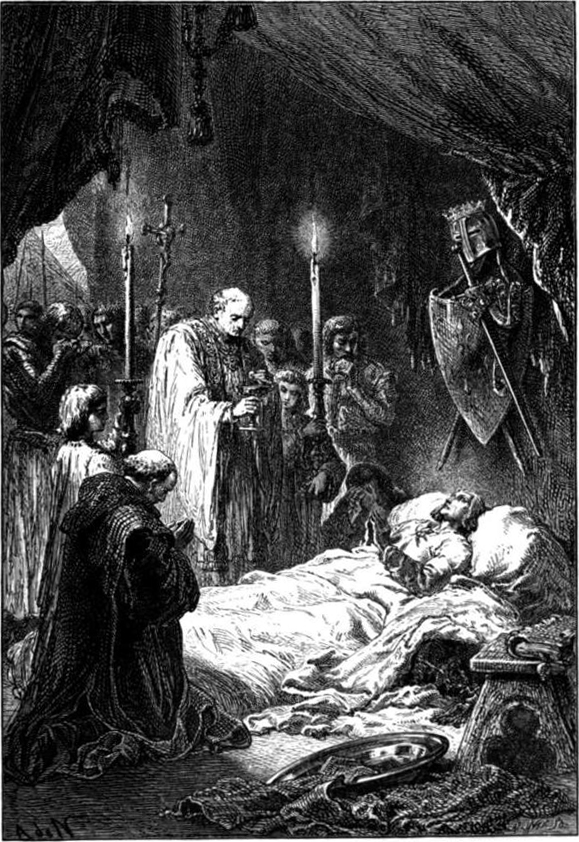
Mort de Saint-Louis

Cette page regroupe les évènements concernant les Croisades qui sont survenus en 1270 :
- 13 janvier : Mort d'Héthoum Ier, ancien roi d'Arménie, retiré dans un monastère[1].
- 2 juillet : départ de la huitième croisade avec Saint-Louis[2].
- 18 juillet : La huitième croisade et Saint-Louis débarque à Tunis[2].
- 17 août : Assassinat de Philippe de Montfort, seigneur de Toron et de Tyr[3].
- 25 août : Saint-Louis meurt devant Tunis[4].
- 30 octobre : la huitième croisade abandonne le siège de Tunis[3].